# 8–16 Low Street (Banff)

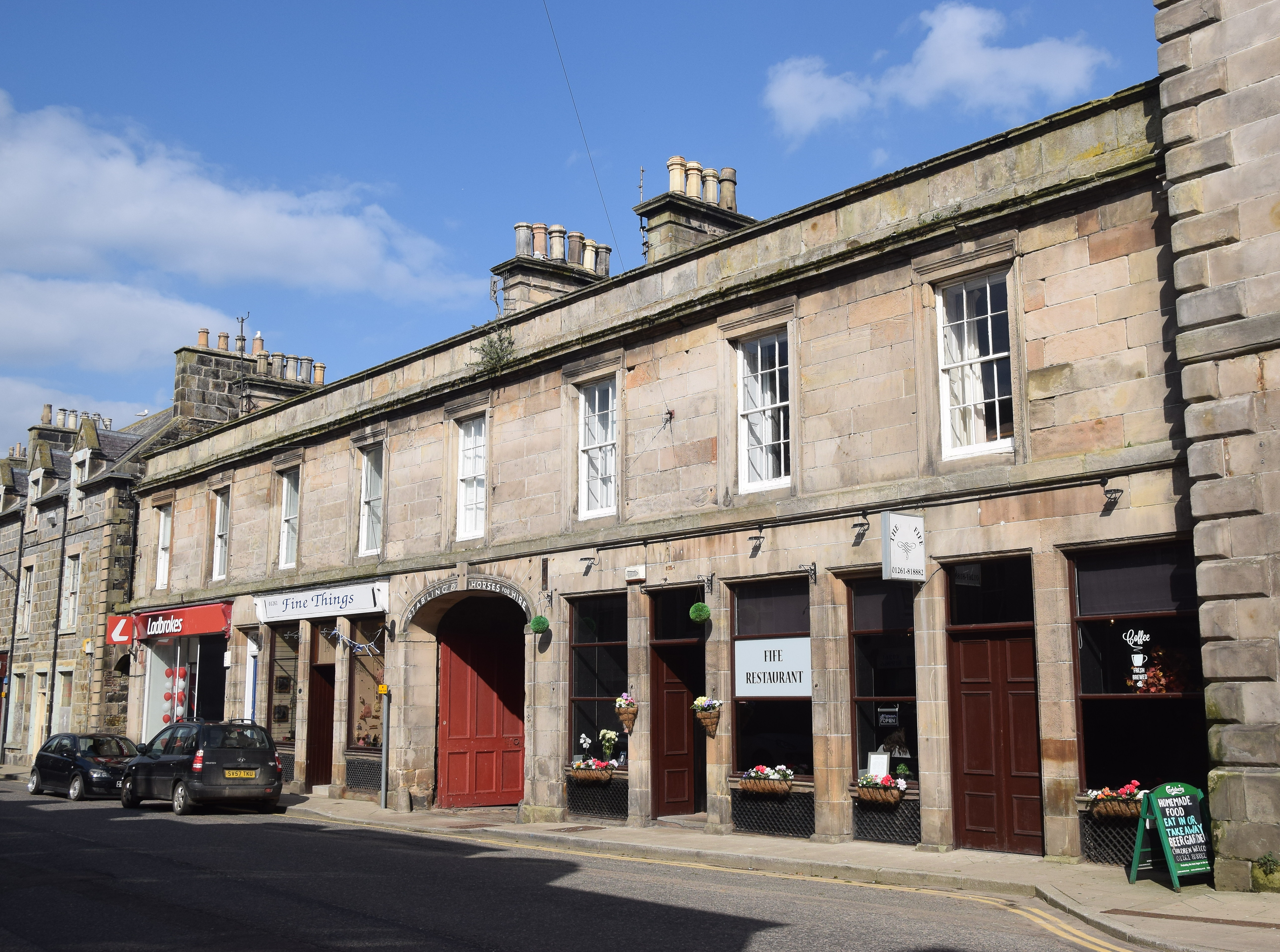
8–16 Low Street

Unter der Adresse 8–16 Low Street in der schottischen Kleinstadt Banff in der Council Area Aberdeenshire befindet sich ein Wohn- und Geschäftsgebäude. Dieses wurde 1972 in die schottischen Denkmallisten in der höchsten Denkmalkategorie A aufgenommen.

## Geschichte
Das Gebäude wurde zwischen 1843 und 1845 errichtet. Als Architekt zeichnet möglicherweise der aus Elgin ansässige Thomas Mackenzie für den Entwurf verantwortlich. In dem Gebäude war zunächst das Fife Arms Hotel untergebracht, das möglicherweise zur Beherbergung der Gäste des nahegelegenen Duff House eingerichtet wurde. Zwischenzeitlich wurde der Hotelbetrieb eingestellt und der Innenraum zu separierten Wohneinheiten umgebaut.

## Beschreibung
Der Neorenaissance-Bau steht an der Low Street im historischen Zentrum Banffs. Das Sandsteingebäude ist in drei Abschnitte gegliedert, einen zentralen dreistöckigen Gebäudeteile sowie den zweistöckigen Flügeln, die diesen beidseitig flankieren. Wurden entlang der Hauptfassade Steinquader zu einem Schichtenmauerwerk verbaut, bestehen die rückwärtigen Fassaden aus Bruchstein.
Die westexponierte Hauptfassade des zentralen Gebäudeteils ist fünf Achsen weit. Mittig tritt ein dorischer Portikus heraus. Die Fassade schließt mit einem Kranzgesimse und steinerner Balustrade. Diese verdeckt das flache, schiefergedeckte Walmdach. Die rückwärtige Fassade ist mit Harl verputzt.
Die flankierenden Gebäudeteile sind vier beziehungsweise acht Achsen weit. Am größeren linken Gebäudeteile führt ein korbbogiger Torweg auf den Hinterhof, auf dem sich einst die Stallungen befanden.